# 中國時報
- 關於以此报纸为主体的媒體集團，請見「中國時報集團」。
- 關於1886年至1891年間出版，在天津發行的外文報紙《Chinese Times》，請見「中国时报 (天津)」。
- 關於1911年至1949年間，在上海發行的英文名爲「China Times」的漢語報紙，請見「时事新报 (中国)」。
- 關於1945年至1949年間出版，在开封發行的外文報紙《China Times》，請見「中国时报 (开封)」。
- 關於中国残疾人联合会主办的报纸，請見「华夏时报」。

《中國時報》，簡稱中時，是中華民國綜合性中文報紙，由已故知名報業人余紀忠創辦於1950年，現任董事長為王丰，社長兼總編輯為黃樹德。

## 歷史

### 余紀忠家族時期

#### 徵信新聞（余紀忠時期）
1950年，余紀忠創辦《徵信新聞》，主要內容為物價指數。1960年1月1日（第3262號），《徵信新聞》改名為《徵信新聞報》，成為綜合性報紙，並更新機器、增加新式電訊設備、擴大海外新聞通訊網。並與西德薩布律肯等八家報紙締結姊妹報。1968年時啟用遠東首部彩色輪轉印報機，開創中文報紙由黑白時代進入彩色時代的里程碑，為亞洲第一份彩色報刊。1968年9月1日，《徵信新聞報》更名為《中國時報》。
1986年8月18日，經美國發行稽查局（ABC）審核，《中國時報》發行量突破120萬份。從此以中國時報為整個媒體集團之旗艦，朝報紙、雜誌、書籍、網路、電視、旅遊、整合行銷等多元化發展。1989年起，中國時報開卷周報每年年底舉辦〈開卷好書獎〉。

#### 余建新時期
2002年，創辦人余紀忠逝世，由次子建新接管並擔任第二任董事長，而長女余範英擔任副董事長。2002年6月，中國時報系正式跨領域經營中天電視。2007年3月2日，中時董事長余建新成立「中時媒體集團」（China Times Media Group）擔任集團董事長，並確立了中國時報集團的官方名稱。周盛淵擔任中時媒體集團總管理處總經理兼《中國時報》發行人，李家德擔任《中國時報》副社長兼中時媒體集團總經理室主任，王順意擔任中時報系發行部總經理。
2008年6月18日，中國時報社長林聖芬表示，因媒體環境改變，該報決議各部門需在2008年8月31日以前提出二分之一人力精簡計劃，從2008年9月1日起地方新聞停刊並將報紙張數縮減為10張。

### 蔡衍明旺中時期
2008年11月5日，旺旺集團總裁蔡衍明收購中時媒體集團，更名為「旺旺中時媒體集團」。

#### 拒絕中時運動

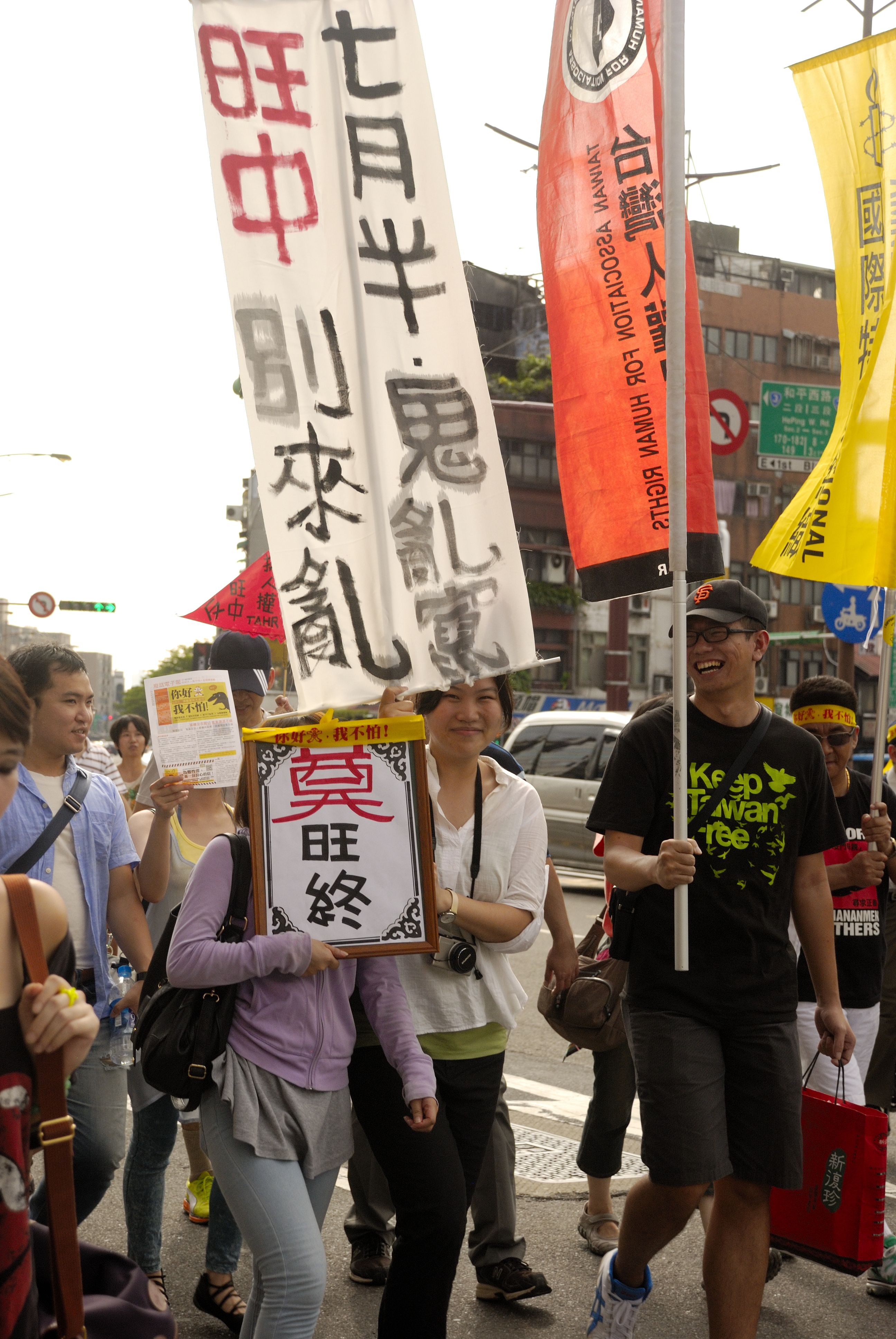
「鬼月反旺中」之奠旺終

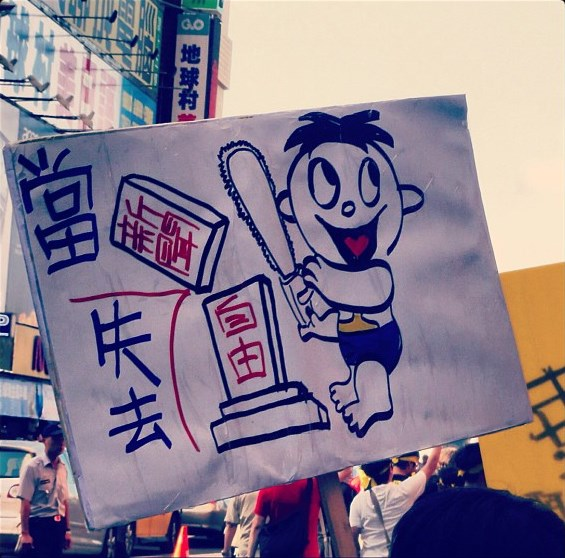
抗議併購壟斷媒體、置入性行銷與封殺不合中國觀點的資訊評論扼殺新聞自由

- 旺旺集團接掌中國時報後，董事長蔡衍明主張「兩岸好，台灣才會好」，以「真道理性，真愛台灣」精神作為媒體經營理念，被認為是親共立場。
- 2010年12月，中國時報記者黃哲斌抗議置入性行銷情況嚴重，以請辭記者工作，並且表明政府在平面媒體的置入性行銷氾濫。[7]
- 2012年1月，《華盛頓郵報》（The Washington Post）刊出旺旺中時集團董事長蔡衍明接受訪問。報導指出，六四天安門事件讓他突然發現，隻身阻擋坦克的那個人「居然活著」，「『大屠殺』之說顯然不對」，因此，「六四事件」反而讓他對中共政府懷抱希望。蔡衍明除了表示，「兩岸統一是遲早的事」、「中國在許多方面都非常民主，不像外人想像的那樣」；也對於2009年12月26日中時因報導國民黨人士批評陳雲林「C咖」後，總編輯夏珍遭到撤換一事首度承認，這位被換掉的編輯雖然有天分，「但卻讓這些人感覺被冒犯了」。對此，六四民運領袖王丹1月23日在臉書表達強烈的憤怒與不滿，並宣布即日起拒買中國時報；而澄社社長黃國昌與中研院研究員瞿海源則在蘋果日報發表「向淪為極權化妝師的蔡大亨說不」一文，獲得許多迴響。蔡衍明在該文刊出後，透過專人傳達願意與黃國昌、瞿海源溝通說明，也多次表達是華盛頓郵報對他訪問內容斷章取義，扭曲其原意，並要求華盛頓郵報更正澄清。同時他更親函王丹說明該訪問內容曲解他的原意。澄社及多個公民社團則於2月1日立即發布新聞稿，期待蔡衍明一同在「公開平台」上對談，以釐清事實真相。不過，公開信發出後，旺旺中時集團認為黃國昌等發動形同「公審」，並非真要對談而未予回應。
- 2012年2月，台大國發所暨新聞所教授劉靜怡主持的「拒絕中時」活動，邀集60多位學者、文化界人士連署，以拒絕為中國時報撰寫評論等行動，向中時旺旺集團總裁蔡衍明宣戰，要求其還給媒體該有的言論自由。[8]七十餘位學術界、文化界、和法律界專業人士並於台灣連署資源運籌平台發起「當中時不再忠實，我們選擇拒絕－－拒絕中時運動」。[註 1]

#### 拒絕紅色媒體運動
2019年6月23日，時任立法委員黃國昌與「館長」陳之漢等人發起「拒絕紅色媒體、守護臺灣民主」遊行，矛頭直指旺旺中時媒體集團及旗下的《中國時報》、中天電視等，表達「台灣社會對中國滲透到台灣媒體的憂慮」，因為旺旺中時媒體集團對香港反《逃犯條例》示威鮮少報道，且支持修例的立場鮮明。姚立明和郭台銘明確拒絕中字號媒體（旺旺中時媒體集團）採訪。
對此，中國時報隔日在頭版刊出《未堅守中立 攻擊特定媒體 公廣集團染綠》，新聞引述前中央社社長陳國祥的說法，表示「拒絕紅色媒體、守護臺灣民主」遊行不符合自由、民主與法治原則。陳國祥認為這是一場侵害言論自由與媒體自主經營權利的反民主活動，他質疑一個憲法保障信仰自由的國家，怎麼可以將媒體區分顏色，要求政府撤銷執照？這難道沒有侵犯憲法所保障的信仰和言論自由嗎？

## 大事記
- 1958年9月26日，八二三砲戰期間，中國人民解放軍砲火擊沉中華民國海軍之履帶登陸車，數名國際記者死亡，徵信新聞記者魏晉孚亦在殉職名單中。
- 1978年5月9日，中國時報設置時報文學獎，為台灣發掘不少的文學人材。
- 1978年9月19日，中國時報設置第一屆廣告設計獎（1980年更名為時報廣告金像獎）。
- 1982年9月1日，創辦「美洲中國時報」，在紐約、洛杉磯兩地同時建廠發行。余紀忠先生以「自由、民主、愛國家－我們一貫的信念和努力的方向」社論為發刊詞，宣示辦報理念。1984年洛城奧運，美洲中國時報大幅報導中國大陸選手得獎消息，引為華人之光，突破禁忌，引起爭議，於1984年11月11日停刊。

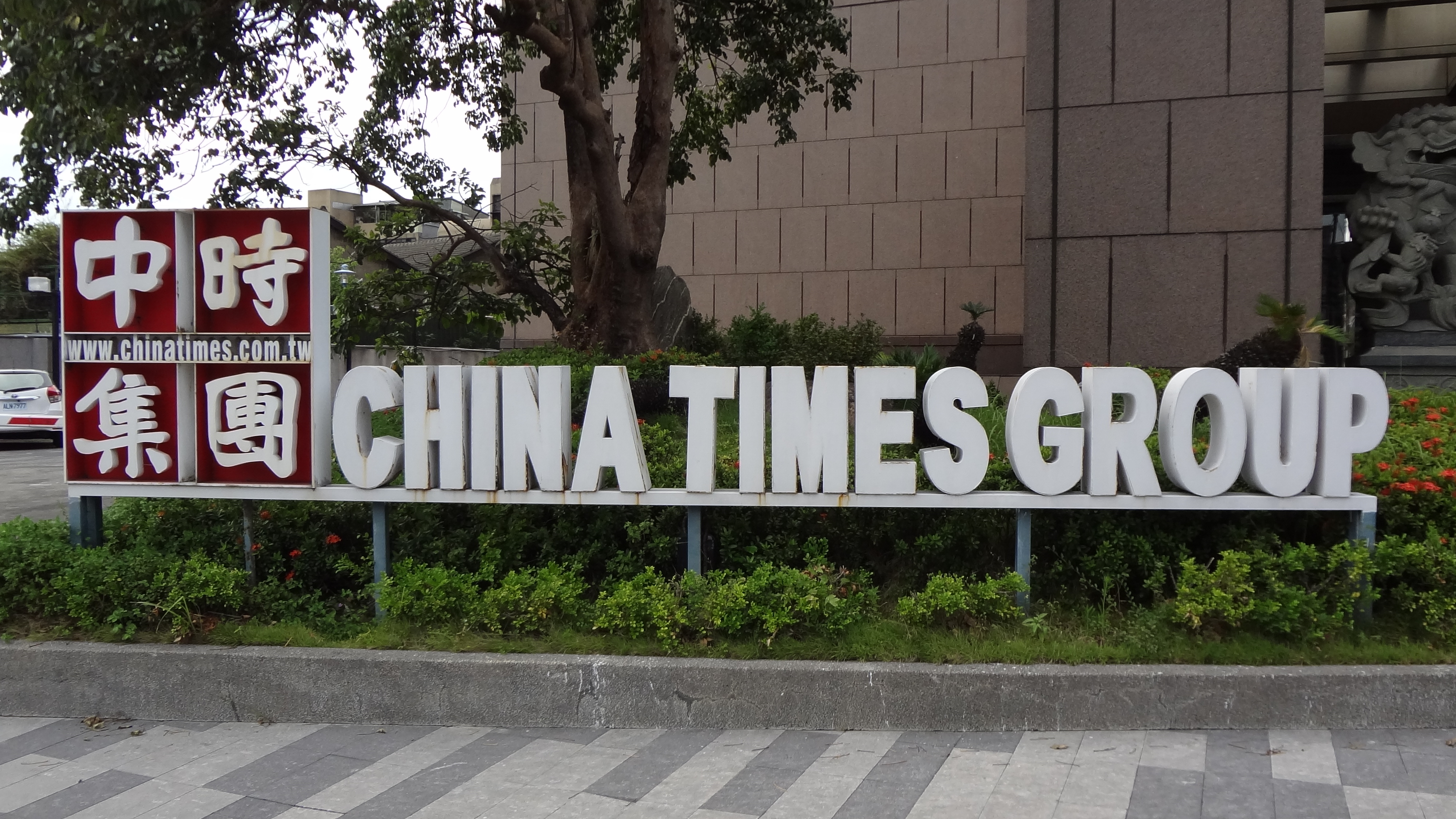
中時集團標牌

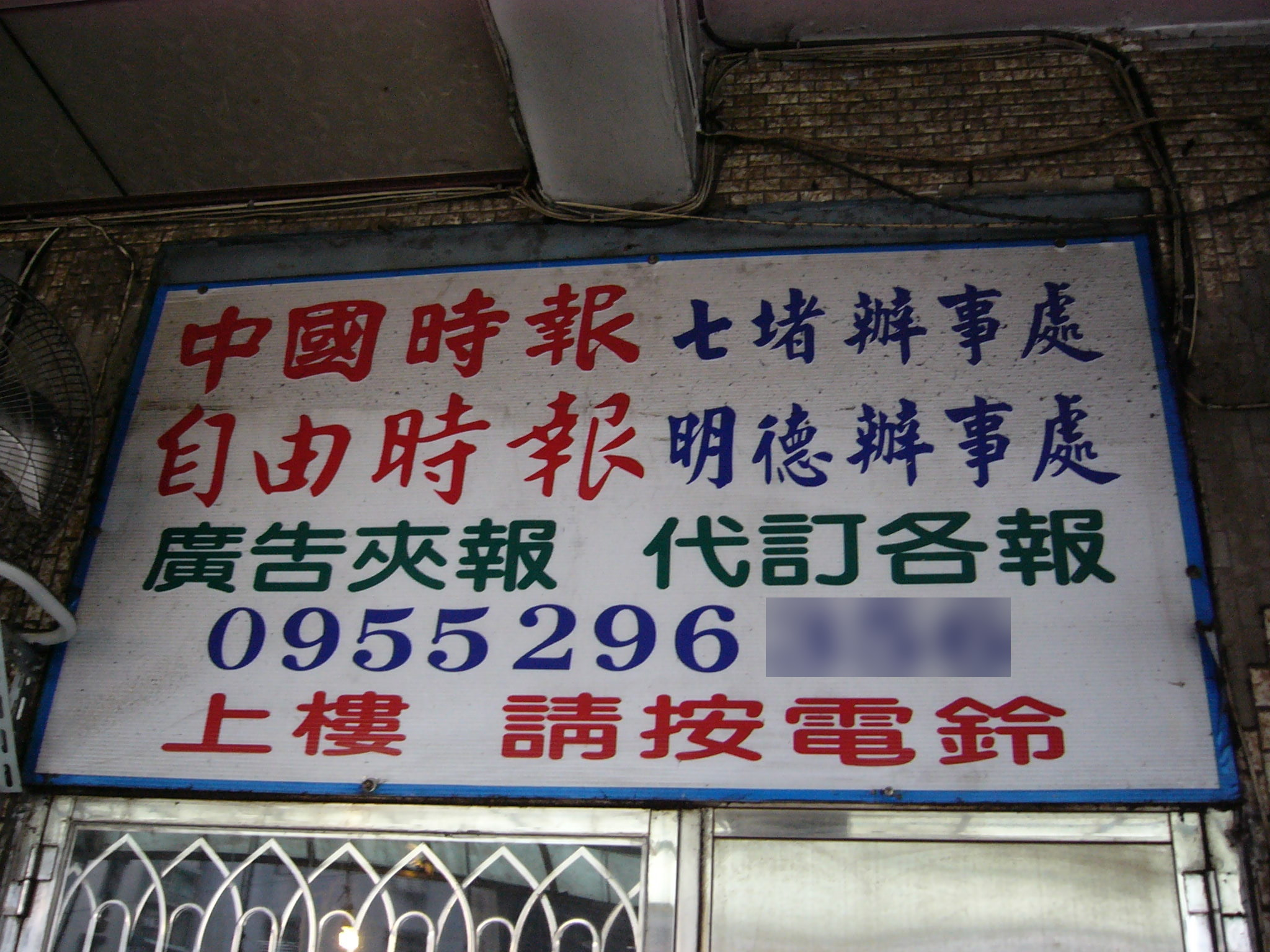
《中國時報》位於基隆市七堵區的派報社

- 1986年3月，以處理「美洲中國時報」停刊後的資產美金300萬元，在美國設置「時報文化基金會」，獎助在美華裔子弟之修業與深造。
- 1988年1月1日，報禁解除，中國時報與工商時報同時擴版出報6大張，並發表社論「樂見報禁開放－為民主自由的雄者」。
- 1988年4月24日，書評版「開卷周報」正式創刊，並於次年開始評選「開卷好書獎」。
- 1988年12月1日，中國時報新大樓落成，宣佈成立「時報文教基金會」，捐資1億元台幣，致力於公共政策之研究。
- 1989年六四天安門事件，中國時報記者徐宗懋在民運現場中遭槍擊。[14]
- 1995年9月11日，中國時報系全球資訊網（中時電子報）正式上線，並於10月2日宣告設立，提供多媒體服務。
- 1996年1月1日，因國際紙價上漲，《中國時報》零售價由新臺幣10元調漲到新臺幣15元[15]。
- 1997年1月15日，中國時報系與國立歷史博物館、高雄市立美術館、奧賽美術館主辦「黃金印象－奧賽美術館名作特展」，1月15日至7月15日止，參觀人數突破百萬人次。
- 1998年9月25日，中國時報系與台北國立故宮博物院聯合主辦「畢卡索的世界」與「張大千的世界」藝術大展，盛況空前。另外也舉辦「雲門舞集公演」、「藏傳佛教藝術大展」、「三星堆傳奇」、「橘園美術館珍藏展」、「達文西特展」、「魔幻‧達利」等許多大型藝術展演活動。
- 2003年5月2日，因台灣《蘋果日報》創刊，《中國時報》售價降為新臺幣10元。
- 2005年12月24日，一個於香港註冊成立，由中國時報系控制的榮麗投資公司持有兩成權益的財團（另有一成由台灣電視公司及其四個日資股東共同持有，其餘由當中沒有台灣人的其他香港及海外投資者持有）收購了原由中國國民黨旗下中央投資公司擁有的中國電視公司、中國廣播公司及中央電影公司（即「三中」），連同較早前由《中國時報》獨自收購的中天電視，成為同時擁有電影、有線電視、無線電視的跨媒體集團。但中國時報系於2006年已處分所持有的中廣與中影股份。
- 2007年8月21日，進行改版，並將報頭《中國時報》四字由直排改為塊狀；而每一落的報眉也以不同顏色來區分，擴大國際新聞、增加圖片，且於每周一提供台灣希望專刊，探討當今臺灣政治及社會問題，報導正面新聞，各版標題字體亦不再使用黑體，版面也較為活潑，讓讀者能更輕鬆地閱讀，以吸引更多年輕讀者。
- 2008年6月18日，中國時報社長林聖芬表示，因媒體環境改變，廣告市場衰退而影響經營，中國時報風格將轉型成「菁英報」，七月會公布裁員減張方案。有傳聞將裁員大約600人（原为1,200人），並將報報紙張數縮減至10張左右。[16]同日晚間，中國時報開會決議，各部門需在8月31日以前提出二分之一人力精簡計劃，從9月1日起地方新聞停刊並將報紙張數縮減為10張。[17]（2012年起已恢復各縣市地方新聞版）
- 2008年11月5日，《中國時報》刊登一則聲明：“中時媒體集團基於對社會的責任與使命，在經營環境日益艱困之際，為期永續經營發展，決定邀請旺旺集團蔡衍明先生接棒經營。”早在9月份，坊間就傳出消息，中時集團因旗下《中國時報》虧損嚴重，董事長余建新有意將《中國時報》、中天電視等媒體，售予已成功在臺灣落腳的壹傳媒集團。此後，香港媒體紛紛援引未具名消息人士的話，稱黎智英與余建新的談判已接近最後階段，預計交易將在十一月披露。不料3日出現峰迴路轉變化，原本有意購買卻因故放棄的旺旺集團回頭和中時談判，提出較高的金額，並一次買下中時、中天、中視三媒體。旺旺集團老闆將以204億元新臺幣的金額，取得中時集團所有媒體的經營權。5日，《中國時報》刊登聲明，證實了該傳言。旺旺集團同日表示，任何對媒體的投資，純屬蔡衍明個人股東行為。[18]
- 2008年11月，旺旺集團總裁蔡衍明以個人名義入主中國時報集團，蔡衍明表示將概括承受中時負債，沒有員工資遣，也沒有年資結算問題。蔡衍明表示，接手中時集團是因為有社會責任，他希望接手之後，集團員工要有三心，也就是有心、用心以及道德心，未來將與中時集團董事長余建新及時報集團員工攜手努力，開創更美好的願景，並繼續弘揚時報集團的價值理念。
- 2010年10月2日，旺旺中時集團董事長蔡衍明在圓山大飯店舉辦慶祝中國時報創刊60周年社慶酒會，總統馬英九國民黨榮譽主席連戰、行政院長吳敦義，以及吳伯雄、蔡英文等政商名流皆出席盛會。蔡衍明董事長在中國時報創刊60周年社慶酒會致詞時說，《中國時報》報導李小龍逝世的報導，是他和報紙結緣的開始。也正是佩服李小龍身上那股中國人不能被欺負的傲氣，讓他自己接手中時，好喚起民族榮譽感和凝聚力。他深深感佩余紀忠創辦人的理念與精神。蔡衍明強調，過去歷史的際遇，使兩岸人民產生一些隔閡，但他絕對堅信，只要秉持「民族認同、政治民主」的原則與信念，兩岸必能創造永久的和平，兩岸同胞也必將開創歷史的昌盛與繁榮。他說，雖然接手中時媒體集團之後，經歷了許多的滄桑，良善的動機也經常被扭曲、被誹謗，有如「闖進叢林的小鬥犬」，但相信「時間會證明一切」。而這次籌備60周年的過程，老時報人展現出的自豪、成就感，讓他體會到媒體對社會的責任，也找到了方向，更印證：在未來的10年，無論是民主的台灣、經濟的台灣，還是文化的台灣，台灣都應該要有自信，以開放的胸襟迎向大陸的使命感。
- 2012年10月2日，旺旺中時媒體集團董事長蔡衍明在中國時報大樓舉辦慶祝《中國時報》創刊62周年暨新印刷機啟用典禮記者會當天，宣佈斥資新台幣4億元增資購置引進德國曼羅蘭（MAN Roland）新式彩色報紙印刷機、瑞士飛瑞發報設備；有效大幅改善提升報紙印刷品質，並且《中國時報》全面大改版。印務處處長陳春貴表示，這次添購的瑞士飛瑞發報設備，可在每小時可數報九萬份（註：如果以一週內，可數報總量共63萬份），是台灣報業史上速度最快有高效率發報系統。而德國曼羅蘭新式彩色報紙印刷機，以每小時可印報七萬五千份（註：如果以一個月內，可印報總量超過200萬份以上），一次可以出報八大張，也是台灣報業史上印報速度最快新紀錄。蔡衍明勉勵同仁，千萬不要存活在過去歷史，而必須應迎向嶄新未來，並思索如何產生更大的影響力，讓台灣社會更好，期許《中國時報》能落實「真道理性、真愛台灣」理念。總經理蔡紹中也期許表示，《中時》應有勇於認輸的精神，清楚了解哪裡失敗、錯誤，才有辦法改進。
- 2013年8月1日宣布全報版面改採橫排（A疊要聞原採直排）。
- 2014年1月1日，《中國時報》刊登時論廣場改版啟事，並發表理念：「秉持中國認同、真道理性真愛台灣、和平發展終局統一、安定繁榮台灣、擴大兩岸民間交流、深化兩岸人民感情及新聞專業」。[19]
- 2019年6月12日，遭大陆短暂封锁，后將網站過去所有「六四」相關新聞移除[20]。
- 2020年4月30日，據媒體報導，總統府已退訂中國時報。[21]

## 概况
- 余紀忠時代的《中國時報》帶有一定程度之自由派色彩。
  - 早期學習對象：以日本的《讀賣新聞》為學習對象，跨足許多相關領域，如時報文教基金會、時報文化基金會、華英基金會等公益性機構；其舉辦的時報廣告獎，是華文廣告業界歷史最悠久的廣告獎。
- 《中國時報》在過去半個世紀中，也多次因為新聞報導而與政府關係緊張。
- 《美洲中國時報》因「江南案」等事件停刊，大篇幅刊載美麗島事件軍法大審，更幾乎讓具國民黨中常委身分的創辦人余紀忠與掌權的蔣經國政府決裂。
- 民主進步黨於1986年9月28日成立時，中國時報也是唯一於頭版刊載消息的臺灣平面媒體。
- 余建新接掌报社后，因政治勢力介入《中國時報》、《中時晚報》至使所報導的新闻多次被提告，並曾被檢方搜索。
- 報社經營權於2008年移轉至旺旺蔡衍明後，報導立場上「親中」色彩更加濃烈。另有專門報導中國大陸的新聞的姊妹報《旺報》，報導立場亦為親「中」。
- 《中國時報》現隸屬的旺旺中時媒體集團，旗下有《工商時報》、《時報周刊》、《中時電子報》、中天電視、中國電視公司等媒體；中國電視公司則是台灣第一家股票上市的電視公司。
- 《中國時報》旗下的中时新闻网是少数未被防火长城封锁，可于中国大陆正常访问的台湾新闻站点。[22][23]

## 報版
- A疊：要聞（包含焦點新聞、政治綜合、財經、生活綜合、文教新聞、社會綜合、話題、國際新聞、兩岸新聞、地方新聞、時論廣場等）
- AA疊：旺报（要聞、焦點新聞、話題）[24]
- B疊：影視新聞、娛樂新聞、親子
- C疊：名人時尚、消費、人間副刊等
- D疊：分類廣告

## 評價
- 香港城市大學傳播學講座教授李金銓說：「（台灣）解嚴後，……尤其是《中國時報》不畏橫逆，突破封鎖，毅然刊登警備總部圍剿陶百川的事件，以及報導民進黨成立的消息，阻止民主化的逆轉。」[25]
- 《中國時報》及其附屬媒體過去帶有一定程度的自由派色彩。在60年的發展過程中，《中國時報》及其附屬媒多次因為新聞報導與執政當局關係緊張。
- 在臺灣政黨輪替前，《中國時報》在新聞報導和評論上的尺度較寬，被視為較為支持民主運動的報紙。解禁後，被認為是“淺紅”媒體。因為，臺灣不少政經人士都習慣把《中國時報》的頭版做為其政治立場指標。
- 此外，中時報系還是臺灣新聞人才的培養基地，南方朔、司馬文武（江春男）、楊渡、王健壯等臺灣眾多重要的傳播界知名人士皆出身于中時報系。[18]

## 争议
- 2001年6月1日，中國時報高雄及台中兩個編輯部的員工照例到辦公室上班，卻發現沒有工作可做，當晚台北總社派出高階主管到高雄及台中兩地宣達裁員指示，一百多名員工錯愕驚惶，半年前報社總經理才信誓旦旦保證「在位一天，絕不裁員」，此時員工才知受騙上當，於是開始組織自救會，結合中國時報產業工會，爭取恢復在地工作權。《那一天，我丟了飯碗》的導演廖德明也是突然失業其中的一員。本來就愛電影，上過全景在中部開的紀錄片拍攝課程，可沒想到端起攝影機的理由卻是要拍自己被迫失業實況。
- 2005年10月22日，中國時報體育中心主任吳清和於A20體育天地版發表特稿〈都曾淪為敗戰罪人，利吉的痛，艾克斯里很了〉，並在其Blog上發布〈美職棒終結者的痛，誰最知道？〉一文，文中指出Brad Lidge已經心理崩潰，並聲稱此消息乃引用ESPN特約專欄作家Sean McAdam的文章「Eckersley understands Lidge's pain」。但經過網路使用者向McAdam本人查證後，證實一切均為吳清和捏造，McAdam並未寫過那樣的內容。但吳清和將網友的質疑與批評視為「吐槽」，並刪除blog上的網友質疑，引發網友反彈。網友乃串連發起「拒看中國時報」活動，並將整起事件命名為「中時黑報事件」。事件在2005年11月16日中國時報於同版刊登「更正啟事」後告一段落，但吳清和並未因此遭到懲處。
- 2005年2月，國立台灣大學BBS站批踢踢Hate（黑特）板上出現一篇男生因女友移情別戀的恨文，造成網友極大的迴響，甚至有網友找出了謠傳中的劈腿男女主角照片，並將之公開。但未幾，原發文者便坦承：劈腿事件是自己捏造的。由於該文發表日期為2月28日，也因此被報導的記者謔稱為「新二二八事件」。這個事件在《中國時報》教育線記者陳洛薇的大幅報導後，成為3月2日的該報的頭版頭條。此事引發許多爭議，網路隱私權、記者疏於查證的心態和煽情的報導手法，都一再的引起討論。但尤其引發批評的是，將非公眾人物的情感問題置於頭版頭條，違背了符合該報所宣稱的新聞價值（英语：News values）。
- 2006年臺北市長馬英九訪問日本時，《中國時報》記者蕭旭岑與何博文報導「馬英九獲得內閣官房長官安倍晉三以及外相麻生太郎有力的支持」、「安倍發言表示將來會出現『馬英九效應』，期待發揮一定程度的作用」等[26]。隔月，日本《產經新聞》報導《中國時報》對安倍與麻生支持馬英九的報導並無事實根據，並已造成二人困擾[27]。時任總編輯王健壯則表示：「沒意見。」[28]
- 曾獲選台北市模範勞工的《中國時報》前新聞校對陳文賢因不滿資方以「裁撤校對部門」為由無預警資遣，向台北市政府就業歧視評議委員會申訴：《中時》因其工會幹部身分歧視他，對他採取不利待遇。台北市政府勞工局裁罰《中國時報》新台幣三十萬元。這是臺灣首宗裁定工會幹部就業歧視成立的個案。台北市政府勞工局表示，《中國時報》以重大虧損與業務縮減為由資遣，不理會當事人轉任印刷部門的意願、相當年資及學經歷，也未給予職缺訊息或協助；反而招募新人，不給他機會去嘗試印刷部門工作，顯然是因其工會職務而歧視他。中時報系總管理處強調資遣作業一切合法，不回應此案[29]。
- 2010年5月，中國時報引用《甘肅日報》的文章，指控南韓首爾大學歷史系教授金秉德考證「名詩人李白為韓國人的後代」。此消息傳發轉載於各媒體後，引起大批華人不滿和譏諷。次日，駐臺北韓國代表部即親向首爾大學歷史系查證，結果是查無金秉德此人。[30]
- 2010年12月12日，資深記者黃哲斌為了抗議媒體置入性行銷情況嚴重，決定辭職以示抗議[31]。辭呈上寫著「台灣報紙業配新聞領先國際潮流，自認觀念落伍，告老還鄉」。[32]在自己的部落格《【圖解】第一次買新聞就上手》寫著：「離開的原因很單純，不是跳槽、不是資遣，不是優離優退，而是『我再也無法說服自己，這是個值得託付的行業』。」等感想。[33]
- 2012年8月，被掛名影射黃國昌是走路工幕後黑手的主稿裡，之後還被要求寫特稿，雖多次跟社內長官溝通，質疑「只有三分證據，卻硬寫十分的話」的正當性，但均石沉大海。[34]因為旺中集團報導黃國昌走路工事件違反新聞專業，決定辭職的記者游婉琪在部落格公布了七月廿五日走路工事件發生當日，到八月九日決定離職之間寫的十篇日記。日記描述離職的原因是無法接受報社處理黃國昌走路工相關報導、長官擅自將她的特稿從原本三段加到六段，偏離她的文意，特稿代表記者觀點，被一百八十度扭曲，是她決定辭職的最後一根稻草，她決定離開中時[35]。14日，中時處理旺中案黃國昌走路工事件嚴重影響內部士氣，繼副總編輯何榮幸請辭後，國際新聞中心主任閻紀宇、調查採訪室資深記者高有智，年輕記者黃奕瀠等三人，也因不滿旺中案離職。
- 2013年4月20日，中國時報A6版報導法務部在4月19日晚間槍決6名死囚的新聞時，將死囚陳東榮照片誤植成民進黨前立委陳東榮的照片，當日（20）日晚上中時發布道歉啟事。[36][37]
- 2013年9月12日，中國時報針對日本宮崎駿拒絕支持東京申辦2020年夏季奧運會計劃，原因是對於日本政府解決福島核災政策的不滿，但吉卜力工作室澄清這項報導完全子虛烏有。但經由中國時報後續求證，吉卜力工作室透過台灣迪士尼公司發表正式聲明書，表示該篇報導「《中國時報》新聞內容並無不實或造假。」真正錯誤報導的是日本網路媒體Record China[38][39][40]。
- 2014年3月，中國時報、聯合報的一則民眾投書被人指出兩篇文章的投書人不同，但內容卻一致，質疑一稿兩投。隨後，中時電子報網站撤除該篇文章，重申禁止一稿多投立場，該篇文章亦不予稿費。[41]
- 2014年，由無國界記者組織所作出的新聞自由指數統計報告中，在亞太部份中國大陸對其鄰近國家／地區的新聞自由有著因經濟而來的影響，而台灣的新聞自由也因中國時報被親中国大陆的旺旺集團收購受到了威脅[42]。
- 2017年，前中國時報記者陳志東表示中國時報允許置入性行銷，出賣新聞倫理與公信力[43]。
- 持不同政见者、评论作家曹长青于2017年6月7日声称，《中国时报》系的报刊盗用他人的名义在不到一周之內连续发表八篇攻击他的文章。他认为，《中时》的总编辑在讨好和国台办关系不错的《中时》老板蔡衍明，这比《人民日报》和《环球时报》更疯狂，沦落到赶超文化大革命时期打手的地步。[44]
- 2019年6月，因為9日刊登一篇回顧六四30周年的文章[45]，中時電子報被中國大陸的網路防火長城封鎖[46]。11日，中時電子報透過人工審核刪除網站內所有提及「六四天安門事件」的新聞、輿論、評論文章、書評[47][48][49]。12日，中央社報導，以關鍵字查詢，已經查無六四文章，詢問中國時報與中時電子報等單位都未回應[50]。
- 2019年6月21日，中時記者廖肇祥在個人臉書宣布辭職消息，理由是因為他很怕變成「連自己都討厭的人」，他說自己認同媒體各有立場一事，但也難過身處媒體為了立場，惡意扭曲偏頗作假自我審查，甚至唱衰、傷害台灣這塊我們共同生活的土地，這違反了他做人的良知，並提及「像徐宗懋這樣用生命安危鮮血換來的新聞、圖像與歷史，你們竟然照樣也能自我審查，說不要就不要，說撤掉就撤掉。」[51]
- 2019年6月25日，中國時報刊登姐妹報《旺報》未經查證報導假小三通通航儀式的新聞「旗津洞頭小三通今首航，高雄溫州發大財」[52][53][54]。27日，該報導已經于中時電子報下架[54][55]。[註 2]
- 2019年7月9日，中國時報記者報導「住得近才用心？花媽住官邸 氣爆後3小時才到現場[64]」，但此說法早在2014年已由高雄地檢署公布的監視器畫面澄清為25分鐘[65]。
- 2019年7月16日，金融時報報道國台辦對包括中國時報在內旺中集團媒體編輯部門下達編採指示。[66]旺中集團為此控告《金融時報》、翻譯引述報導的《中央社》和羅文嘉。[67]2021年初，遞狀撤告。[68]
- 2019年7月17日，中國時報在報紙頭版刊登「李遠哲力拱陳建仁 問鼎中研院」。對此，中華民國總統府已出面駁斥，強調是子虛烏有的假消息，隨後副總統陳建仁也在Facebook發文澄清，呼籲「千萬不要相信假新聞」[69][70]。
- 2020年12月11日，司改會昨天前往總統府召開記者會要求蔡英文總統特赦邱和順，其中有名男子扮演邱和順並戴上手銬腳鐐矇著雙眼。記者會結束後，有位自稱攝影師，以補畫面為由，請扮演邱和順的男子，舉高銬上手銬的雙手，並站在總統府前。然而，這張照片成為中國時報的頭版照片，但新聞內文和邱和順案一點關係也沒有，也引發司改會譴責 （页面存档备份，存于），此為中國時報不當使用救援團體畫面事件 （页面存档备份，存于）

### 侍從媒體
就媒體業而言，台灣曾經的侍從媒體報業有：聯合報系及中國時報，兩個都是受惠於中國國民黨扶植而得以壯大的報紙集團。而它們長期以來的編輯傾向大多呈現一言堂的情況，即便在報業自由化的時代，這些因侍從而起的大規模媒體集團之所有人，仍因介入政治鬥爭，而將手上的媒體公器私用，提供一面倒的消息或言論給社會大眾。因此部分台灣侍從主義所致的台灣媒體產權集中化，導致台灣戒嚴解除後的媒體環境仍然讓新興小媒體的生存空間被少數幾個侍從媒體集團抑制，所以對台灣而言，報禁解除同時，無形中反倒是為台灣又扣上了一個新報禁。這個由中國國民黨政府長期威權統治台灣導致的結構性不平等，限制了民主生活中，「公共領域」的多元性與開放性。

## 外部連結
- 官方网站